# Erardo II de Brienne
Erardo II de Brienne (fallecido en 1191) fue conde de Brienne desde 1161 hasta 1191, y un general francés durante la tercera cruzada, especialmente en el sitio de Acre. Fue el hijo de Gualterio II de Brienne, y de Adela de Soissons. Durante este asedio vio a su hermano Andrés de Brienne morir el 4 de octubre de 1189, antes de ser él mismo asesinado el 8 de febrero de 1191. El sobrino de Erardo II fue Erardo de Brienne-Ramerupt.
Antes de 1166 se casó con Inés de Montfaucon (fallecida después de 1186), hija de Amadeo II de Montfaucon y Beatriz de Grandson-Joinville. Sus hijos fueron:
- Gualterio (muerto en 1205) conde de Brienne y pretendiente al trono de Sicilia.[3]
- Guillermo (muerto 1199) señor de Pacy-sur-Armançon, casado Eustaquia de Courtenay, hija de Pedro de Francia e Isabel de Courtenay.[3]
- Andrés (fallecido después de 1181)[3]
- Juan (1170-1237), rey de Jerusalén (1210-1225), luego emperador latino de Constantinopla (1231-1237).[3]
- Ida, se casó con Arnoul de Reynel señor de Pierrefitte.[3]